# 18290 Sumiyoshi
18290 Sumiyoshi è un asteroide della fascia principale. Scoperto nel 1977, presenta un'orbita caratterizzata da un semiasse maggiore pari a 2,3228616 UA e da un'eccentricità di 0,0849130, inclinata di 6,72169° rispetto all'eclittica.